# Copa Chile 2022
La Copa Chile 2022 fue la 42.a edición de la Copa Chile, la copa nacional de fútbol en el país. Es auspiciada por Easy y conocida como la Copa Chile Easy por motivos de patrocinio. El ganador clasificó para la segunda fase de la Copa Libertadores 2023.
En el torneo, participaron nuevamente los cuarenta y cinco equipos de las tres categorías profesionales de la ANFP (primera división, Primera B y segunda división profesional). 
Participaron, además, ocho clubes de la Tercera División A, de los cuales cinco fueron debutantes absolutos: Provincial Ranco, Unión Compañías, Deportes Quillón, Quintero Unido y Brujas de Salamanca.
La mayor novedad fue la inclusión, tras doce años de ausencia, de dos clubes de Tercera División B, que fueron Tricolor Municipal y Aguará de La Reina.
También fueron invitados a esta edición los dos clubes finalistas del Nacional de Clubes: Dante de Nueva Imperial y Cóndor de Pichidegua. También recibieron invitación algunos equipos campeones regionales aficionados.
El campeón fue Magallanes, que consiguió su primer título tras derrotar en penales a la Unión Española.

## Modalidad
La Copa Chile 2022 siguió con el sistema de eliminación directa, con llaves que se jugaron a partido único en las primeras dos fases y la final (que fue en cancha neutral). Las otras llaves (Fase 3, octavos de final, Cuartos de final y Semifinales) fueron en encuentros de ida y vuelta. Las llaves y posteriores encuentros en las fases fueron previamente sorteadas por la ANFP.
Fase I
Los 16 clubes de ANFA y los 12 clubes de la Segunda División formaron 14 emparejamientos a partido único. Los equipos de menor categoría fueron locales. 15 clasificados avanzaron a la siguiente fase (los 14 ganadores de los duelos y el mejor perdedor de la primera ronda).
Fase II
Los 15 clubes clasificados se sumaron a los 17 clubes del Ascenso para formar 16 llaves de definición a partido único. Los equipos de menor categoría hicieron de local. Dieciséis clubes accedieron a la siguiente fase.
Fase III
Los 16 clubes clasificados se enfrentaron a los 16 clubes de Primera División. Los participantes se emparejaron para conformar las 16 llaves. A los clubes se les asignó un número del 1 al 32. Los equipos con número mayor respecto a su rival, hicieron de locales en el partido de vuelta. Los ganadores de cada llave clasificaron a la siguiente fase.
Octavos de final
Los 16 clubes clasificados se enfrentaron en partidos de ida y vuelta, y según su numeración se determinó quién fue local en el primer partido de la fase. Fueron ocho los equipos que clasificaron a la siguiente fase.
Cuartos de final
Los 8 clubes clasificados se enfrentaron en partidos de ida y vuelta, y según su numeración se determinó quién era local en el primer partido de la fase. Los clubes clasificados jugaron la siguiente fase.
Semifinal
Los 4 equipos se enfrentaron a partidos de ida y vuelta, siguiendo la regla de que quien poseía el mayor número de sorteo, fue quien definió la llave en casa. En esta fase se implementó el VAR.
Final
La final se jugó a partido único en cancha neutral. El campeón obtuvo la copa y además, el derecho a participar en la Copa Conmebol Libertadores 2023 como «Chile 4», además de disputar la Supercopa de Chile 2023, ante el campeón del torneo de la Primera División 2022. En caso de que el campeón de este torneo, hubiere clasificado por la vía del torneo de la Primera División 2022 a la Copa Conmebol Libertadores 2023, el subcampeón de este torneo, obtendría el cupo de «Chile 4», en el señalado torneo internacional.

## Participantes

### Primera División
| Equipo               | Ciudad       | Estadio                    | Capacidad |
| -------------------- | ------------ | -------------------------- | --------- |
| Audax Italiano       | Santiago     | Bicentenario de La Florida | 12.000    |
| Cobresal             | El Salvador  | El Cobre                   | 12.000    |
| Colo-Colo            | Santiago     | Monumental                 | 47.347    |
| Coquimbo Unido       | Coquimbo     | Francisco Sánchez          | 18.750    |
| Curicó Unido         | Curicó       | La Granja                  | 8.278     |
| Deportes Antofagasta | Antofagasta  | Calvo y Bascuñán           | 21.100    |
| Deportes La Serena   | La Serena    | La Portada                 | 18.500    |
| Everton              | Viña del Mar | Sausalito                  | 21.000    |
| Huachipato           | Talcahuano   | Huachipato - CAP           | 10.500    |
| Ñublense             | Chillán      | Nelson Oyarzún             | 12.000    |
| O'Higgins            | Rancagua     | El Teniente                | 14.000    |
| Palestino            | Santiago     | Municipal de La Cisterna   | 12.000    |
| Unión Española       | Santiago     | Santa Laura                | 19.887    |
| Unión La Calera      | La Calera    | Nicolás Chahuán            | 9.200     |
| Universidad Católica | Santiago     | San Carlos de Apoquindo    | 14.880    |
| Universidad de Chile | Santiago     | Santa Laura                | 19.887    |

### Primera B
| Equipo                    | Ciudad       | Estadio                   | Capacidad |
| ------------------------- | ------------ | ------------------------- | --------- |
| Barnechea                 | Santiago     | Municipal de Lo Barnechea | 2.500     |
| Cobreloa                  | Calama       | Zorros del Desierto       | 12.102    |
| Deportes Copiapó          | Copiapó      | Luis Valenzuela           | 8.500     |
| Deportes Iquique          | Iquique      | Tierra de Campeones       | 13.171    |
| Deportes Melipilla        | Melipilla    | Roberto Bravo             | 6.500     |
| Deportes Puerto Montt     | Puerto Montt | Chinquihue                | 10.000    |
| Deportes Recoleta         | Santiago     | Santa Laura               | 19.887    |
| Deportes Santa Cruz       | Santa Cruz   | Joaquín Muñoz             | 6.000     |
| Deportes Temuco           | Temuco       | Germán Becker             | 18.000    |
| Fernández Vial            | Concepción   | Ester Roa                 | 33.000    |
| Magallanes                | San Bernardo | Luis Navarro              | 3.500     |
| Rangers                   | Talca        | Fiscal de Talca           | 16.000    |
| San Luis de Quillota      | Quillota     | Lucio Fariña              | 7.700     |
| Santiago Morning          | Santiago     | Municipal de La Pintana   | 5.000     |
| Santiago Wanderers        | Valparaíso   | Elías Figueroa            | 21.568    |
| Unión San Felipe          | San Felipe   | Municipal de San Felipe   | 10.000    |
| Universidad de Concepción | Concepción   | Ester Roa                 | 33.000    |

### Segunda División
| Equipo              | Ciudad      | Estadio                  | Capacidad |
| ------------------- | ----------- | ------------------------ | --------- |
| Deportes Concepción | Concepción  | Ester Roa                | 33.000    |
| Deportes Limache    | Limache     | Lucio Fariña             | 7.700     |
| Deportes Valdivia   | Valdivia    | Parque Municipal         | 5.000     |
| General Velásquez   | San Vicente | Augusto Rodríguez        | 3.000     |
| Iberia              | Los Ángeles | Municipal de Los Ángeles | 4.150     |
| Independiente       | Cauquenes   | Miguel Alarcón           | 1.500     |
| Lautaro de Buin     | Buin        | Lautaro de Buin          | 3.700     |
| Real San Joaquín    | Santiago    | Municipal de San Joaquín | 3.500     |
| Rodelindo Román     | Santiago    | Municipal de San Joaquín | 3.500     |
| San Antonio Unido   | San Antonio | Lucio Fariña             | 7.700     |
| San Marcos de Arica | Arica       | Carlos Dittborn          | 14 373    |
| Trasandino          | Los Andes   | Regional de Los Andes    | 3.300     |

### Tercera División A
| Equipo              | Ciudad    | Estadio                | Capacidad     |
| ------------------- | --------- | ---------------------- | ------------- |
| Brujas de Salamanca | Salamanca | Municipal de Salamanca | 3.000         |
| Deportes Quillón    | Quillón   | Descalificado          | Descalificado |
| Deportes Rengo      | Rengo     | Guillermo Guzmán       | 3.000         |
| Provincial Ovalle   | Ovalle    | Diaguita               | 5.160         |
| Provincial Ranco    | La Unión  | Carlos Vogel           | 4.000         |
| Quintero Unido      | Quintero  | Raúl Vargas            | 2.500         |
| Unión Compañías     | La Serena | La Portada             | 18.500        |

### Tercera División B
| Equipo             | Ciudad   | Estadio       | Capacidad     |
| ------------------ | -------- | ------------- | ------------- |
| Aguará             | Santiago | Descalificado | Descalificado |
| Tricolor Municipal | Paine    | Descalificado | Descalificado |

### Regionales
| Equipo             | Ciudad         | Estadio           | Capacidad     |
| ------------------ | -------------- | ----------------- | ------------- |
| Colo-Colito        | Concepción     | Ester Roa         | 33.000        |
| Cóndor             | Pichidegua     | El Teniente       | 12.476        |
| Dante              | Nueva Imperial | Descalificado     | Descalificado |
| La Higuera         | La Ligua       | Nicolás Chahuán   | 9.200         |
| La Obra            | Talca          | Fiscal de Talca   | 16.070        |
| Unión Bellavista   | Coquimbo       | Francisco Sánchez | 18.750        |
| San Bernardo Unido | San Bernardo   | Luis Navarro      | 3.500         |

## Fase 1
| Local               | Resultado        | Visita                |
| ------------------- | ---------------- | --------------------- |
| Provincial Ovalle   | 1 - 1 (3 - 2 p.) | San Marcos de Arica   |
| Unión Compañías     | 1 - 1 (4 - 5 p.) | Trasandino            |
| Brujas de Salamanca | 0 - 1            | Real San Joaquín      |
| Quintero Unido      | 1 - 4            | Deportes Limache      |
| La Higuera          | 2 - 2 (4 - 3 p.) | San Bernardo Unido ‡  |
| Aguará              | 0 - 3            | Rodelindo Román †     |
| Tricolor Municipal  | 0 - 3            | Lautaro de Buin †     |
| Deportes Rengo      | 1 - 3            | San Antonio Unido     |
| Cóndor              | 0 - 6            | General Velásquez     |
| Independiente       | 7 - 0            | Unión Bellavista      |
| La Obra             | 1 - 4            | Colo-Colito           |
| Dante               | 0 - 3            | Deportes Concepción † |
| Deportes Quillón    | 0 - 3            | Iberia †              |
| Provincial Ranco    | 4 - 3            | Deportes Valdivia     |

† Avanza por Secretaría
‡ Avanza como mejor perdedor

## Fase 2
| Local               | Resultado        | Visita                    |  |
| ------------------- | ---------------- | ------------------------- |  |
| Cobreloa            | 2 - 0            | Deportes Iquique          |  |
| Provincial Ovalle   | 3 - 2            | Deportes Copiapó          |  |
| La Higuera          | 0 - 4            | Santiago Wanderers        |  |
| Trasandino          | 1 - 3            | Unión San Felipe          |  |
| San Antonio Unido   | 0 - 0 (6 - 5 p.) | San Luis                  |  |
| Deportes Limache    | 2 - 1            | Deportes Recoleta         |  |
| Real San Joaquín    | 0 - 3            | Barnechea                 |  |
| Rodelindo Román     | 0 - 2            | Deportes Melipilla        |  |
| San Bernardo Unido  | 0 - 6            | Magallanes                |  |
| Lautaro de Buin     | 0 - 1            | Santiago Morning          |  |
| General Velásquez   | 3 - 0            | Deportes Santa Cruz       |  |
| Independiente       | 2 - 2 (4 - 3 p.) | Rangers                   |  |
| Colo-Colito         | 0 - 9            | Universidad de Concepción |  |
| Deportes Concepción | 0 - 2            | Fernández Vial            |  |
| Iberia              | 0 - 2            | Deportes Temuco           |  |
| Provincial Ranco    | 1 - 4            | Deportes Puerto Montt     |  |

## Eliminatorias
|  | 16.vos de Final | 16.vos de Final           | 16.vos de Final | 16.vos de Final      | 16.vos de Final |   |       | 8.vos de Final            | 8.vos de Final | 8.vos de Final | 8.vos de Final | 8.vos de Final |  |    | 4.tos de Final       | 4.tos de Final | 4.tos de Final | 4.tos de Final | 4.tos de Final |  |    | Semifinal      | Semifinal | Semifinal | Semifinal | Semifinal |  |            | Final      | Final | Final |  |
|  |                 |                           |                 |                      |                 |   |       |                           |                |                |                |                |  |    |                      |                |                |                |                |  |    |                |           |           |           |           |  |            |            |       |       |  |
|  |                 |                           |                 |                      |                 |   |       |                           |                |                |                |                |  |    |                      |                |                |                |                |  |    |                |           |           |           |           |  |            |            |       |       |  |
|  | 19              | Colo-Colo                 | 0               | 5                    | 5               |   |       |                           |                |                |                |                |  |    |                      |                |                |                |                |  |    |                |           |           |           |           |  |            |            |       |       |  |
|  | 19              | Colo-Colo                 | 0               | 5                    | 5               |   |       |                           |                |                |                |                |  |    |                      |                |                |                |                |  |    |                |           |           |           |           |  |            |            |       |       |  |
|  | 20              | Deportes Temuco           | 0               | 1                    | 1               |   |       |                           |                |                |                |                |  |    |                      |                |                |                |                |  |    |                |           |           |           |           |  |            |            |       |       |  |
|  | 20              | Deportes Temuco           | 0               | 1                    | 1               |   | 19    | Colo-Colo                 | 1              | 1              | 2              |                |  |    |                      |                |                |                |                |  |    |                |           |           |           |           |  |            |            |       |       |  |
|  |                 |                           |                 |                      |                 |   | 19    | Colo-Colo                 | 1              | 1              | 2              |                |  |    |                      |                |                |                |                |  |    |                |           |           |           |           |  |            |            |       |       |  |
|  |                 |                           | 8               | Ñublense             | 2               | 1 | 3     |                           |                |                |                |                |  |    |                      |                |                |                |                |  |    |                |           |           |           |           |  |            |            |       |       |  |
|  | 8               | Ñublense (p.)             | 8               | Ñublense             | 2               | 1 | 3     | 1                         | 1              | 2 (4)          |                |                |  |    |                      |                |                |                |                |  |    |                |           |           |           |           |  |            |            |       |       |  |
|  | 8               | Ñublense (p.)             |                 |                      |                 |   |       |                           |                | 2 (4)          |                |                |  |    |                      |                |                |                |                |  |    |                |           |           |           |           |  |            |            |       |       |  |
|  | 32              | Independiente             | 2               | 0                    | 2 (2)           |   |       |                           |                |                |                |                |  |    |                      |                |                |                |                |  |    |                |           |           |           |           |  |            |            |       |       |  |
|  | 32              | Independiente             | 2               | 0                    | 2 (2)           |   |       |                           |                |                |                |                |  | 8  | Ñublense             | 0              | 2              | 2 (5)          |                |  |    |                |           |           |           |           |  |            |            |       |       |  |
|  |                 |                           |                 |                      |                 |   |       |                           |                |                |                |                |  | 8  | Ñublense             | 0              | 2              | 2 (5)          |                |  |    |                |           |           |           |           |  |            |            |       |       |  |
|  |                 |                           | 6               | Huachipato (p.)      | 1               | 1 | 2 (6) |                           |                |                |                |                |  |    |                      |                |                |                |                |  |    |                |           |           |           |           |  |            |            |       |       |  |
|  | 22              | Coquimbo Unido            | 6               | Huachipato (p.)      | 1               | 1 | 2 (6) | 0                         | 2              | 2              |                |                |  |    |                      |                |                |                |                |  |    |                |           |           |           |           |  |            |            |       |       |  |
|  | 22              | Coquimbo Unido            |                 |                      |                 |   |       |                           |                | 2              |                |                |  |    |                      |                |                |                |                |  |    |                |           |           |           |           |  |            |            |       |       |  |
|  | 5               | Deportes Melipilla        | 0               | 1                    | 1               |   |       |                           |                |                |                |                |  |    |                      |                |                |                |                |  |    |                |           |           |           |           |  |            |            |       |       |  |
|  | 5               | Deportes Melipilla        | 0               | 1                    | 1               |   | 22    | Coquimbo Unido            | 0              | 0              | 0              |                |  |    |                      |                |                |                |                |  |    |                |           |           |           |           |  |            |            |       |       |  |
|  |                 |                           |                 |                      |                 |   | 22    | Coquimbo Unido            | 0              | 0              | 0              |                |  |    |                      |                |                |                |                |  |    |                |           |           |           |           |  |            |            |       |       |  |
|  |                 |                           | 6               | Huachipato           | 1               | 0 | 1     |                           |                |                |                |                |  |    |                      |                |                |                |                |  |    |                |           |           |           |           |  |            |            |       |       |  |
|  | 6               | Huachipato                | 6               | Huachipato           | 1               | 0 | 1     | 2                         | 3              | 5              |                |                |  |    |                      |                |                |                |                |  |    |                |           |           |           |           |  |            |            |       |       |  |
|  | 6               | Huachipato                |                 |                      |                 |   |       |                           |                | 5              |                |                |  |    |                      |                |                |                |                |  |    |                |           |           |           |           |  |            |            |       |       |  |
|  | 3               | Deportes Puerto Montt     | 2               | 0                    | 2               |   |       |                           |                |                |                |                |  |    |                      |                |                |                |                |  |    |                |           |           |           |           |  |            |            |       |       |  |
|  | 3               | Deportes Puerto Montt     | 2               | 0                    | 2               |   |       |                           |                |                |                |                |  |    |                      |                |                |                |                |  | 6  | Huachipato     | 0         | 1         | 1         |           |  |            |            |       |       |  |
|  |                 |                           |                 |                      |                 |   |       |                           |                |                |                |                |  |    |                      |                |                |                |                |  | 6  | Huachipato     | 0         | 1         | 1         |           |  |            |            |       |       |  |
|  |                 |                           | 12              | Magallanes           | 1               | 1 | 2     |                           |                |                |                |                |  |    |                      |                |                |                |                |  |    |                |           |           |           |           |  |            |            |       |       |  |
|  | 31              | Palestino                 | 12              | Magallanes           | 1               | 1 | 2     | 1                         | 0              | 1 (6)          |                |                |  |    |                      |                |                |                |                |  |    |                |           |           |           |           |  |            |            |       |       |  |
|  | 31              | Palestino                 |                 |                      |                 |   |       |                           |                | 1 (6)          |                |                |  |    |                      |                |                |                |                |  |    |                |           |           |           |           |  |            |            |       |       |  |
|  | 17              | Cobreloa                  | 0               | 1                    | 1 (7)           |   |       |                           |                |                |                |                |  |    |                      |                |                |                |                |  |    |                |           |           |           |           |  |            |            |       |       |  |
|  | 17              | Cobreloa                  | 0               | 1                    | 1 (7)           |   | 17    | Cobreloa                  | 0              | 1              | 1              |                |  |    |                      |                |                |                |                |  |    |                |           |           |           |           |  |            |            |       |       |  |
|  |                 |                           |                 |                      |                 |   | 17    | Cobreloa                  | 0              | 1              | 1              |                |  |    |                      |                |                |                |                |  |    |                |           |           |           |           |  |            |            |       |       |  |
|  |                 |                           | 4               | Santiago Morning     | 0               | 0 | 0     |                           |                |                |                |                |  |    |                      |                |                |                |                |  |    |                |           |           |           |           |  |            |            |       |       |  |
|  | 30              | Unión La Calera           | 4               | Santiago Morning     | 0               | 0 | 0     | 2                         | 0              | 2 (3)          |                |                |  |    |                      |                |                |                |                |  |    |                |           |           |           |           |  |            |            |       |       |  |
|  | 30              | Unión La Calera           |                 |                      |                 |   |       |                           |                | 2 (3)          |                |                |  |    |                      |                |                |                |                |  |    |                |           |           |           |           |  |            |            |       |       |  |
|  | 4               | Santiago Morning (p.)     | 1               | 1                    | 2 (4)           |   |       |                           |                |                |                |                |  |    |                      |                |                |                |                |  |    |                |           |           |           |           |  |            |            |       |       |  |
|  | 4               | Santiago Morning (p.)     | 1               | 1                    | 2 (4)           |   |       |                           |                |                |                |                |  | 17 | Cobreloa             | 0              | 1              | 1 (2)          |                |  |    |                |           |           |           |           |  |            |            |       |       |  |
|  |                 |                           |                 |                      |                 |   |       |                           |                |                |                |                |  | 17 | Cobreloa             | 0              | 1              | 1 (2)          |                |  |    |                |           |           |           |           |  |            |            |       |       |  |
|  |                 |                           | 12              | Magallanes           | 0               | 1 | 1 (4) |                           |                |                |                |                |  |    |                      |                |                |                |                |  |    |                |           |           |           |           |  |            |            |       |       |  |
|  | 9               | Deportes La Serena        | 12              | Magallanes           | 0               | 1 | 1 (4) | 3                         | 1              | 4              |                |                |  |    |                      |                |                |                |                |  |    |                |           |           |           |           |  |            |            |       |       |  |
|  | 9               | Deportes La Serena        |                 |                      |                 |   |       |                           |                | 4              |                |                |  |    |                      |                |                |                |                |  |    |                |           |           |           |           |  |            |            |       |       |  |
|  | 1               | Universidad de Concepción | 4               | 2                    | 6               |   |       |                           |                |                |                |                |  |    |                      |                |                |                |                |  |    |                |           |           |           |           |  |            |            |       |       |  |
|  | 1               | Universidad de Concepción | 4               | 2                    | 6               |   | 1     | Universidad de Concepción | 0              | 1              | 1              |                |  |    |                      |                |                |                |                |  |    |                |           |           |           |           |  |            |            |       |       |  |
|  |                 |                           |                 |                      |                 |   | 1     | Universidad de Concepción | 0              | 1              | 1              |                |  |    |                      |                |                |                |                |  |    |                |           |           |           |           |  |            |            |       |       |  |
|  |                 |                           | 12              | Magallanes           | 2               | 4 | 6     |                           |                |                |                |                |  |    |                      |                |                |                |                |  |    |                |           |           |           |           |  |            |            |       |       |  |
|  | 12              | Magallanes                | 12              | Magallanes           | 2               | 4 | 6     | 1                         | 2              | 3              |                |                |  |    |                      |                |                |                |                |  |    |                |           |           |           |           |  |            |            |       |       |  |
|  | 12              | Magallanes                |                 |                      |                 |   |       |                           |                | 3              |                |                |  |    |                      |                |                |                |                |  |    |                |           |           |           |           |  |            |            |       |       |  |
|  | 27              | Everton                   | 1               | 1                    | 2               |   |       |                           |                |                |                |                |  |    |                      |                |                |                |                |  |    |                |           |           |           |           |  |            |            |       |       |  |
|  | 27              | Everton                   | 1               | 1                    | 2               |   |       |                           |                |                |                |                |  |    |                      |                |                |                |                |  |    |                |           |           |           |           |  | Magallanes | Magallanes | 2 (7) |       |  |
|  |                 |                           |                 |                      |                 |   |       |                           |                |                |                |                |  |    |                      |                |                |                |                |  |    |                |           |           |           |           |  | Magallanes | Magallanes | 2 (7) |       |  |
|  |                 |                           | Unión Española  | Unión Española       | 2 (6)           |   |       |                           |                |                |                |                |  |    |                      |                |                |                |                |  |    |                |           |           |           |           |  |            |            |       |       |  |
|  | 23              | Unión Española            | Unión Española  | Unión Española       | 2 (6)           | 5 | 1     | 6                         |                |                |                |                |  |    |                      |                |                |                |                |  |    |                |           |           |           |           |  |            |            |       |       |  |
|  | 23              | Unión Española            |                 |                      |                 |   |       |                           |                |                |                |                |  |    |                      |                |                |                |                |  |    |                |           |           |           |           |  |            |            |       |       |  |
|  | 28              | Provincial Ovalle         | 0               | 0                    | 0               |   |       |                           |                |                |                |                |  |    |                      |                |                |                |                |  |    |                |           |           |           |           |  |            |            |       |       |  |
|  | 28              | Provincial Ovalle         | 0               | 0                    | 0               |   | 23    | Unión Española            | 3              | 1              | 4              |                |  |    |                      |                |                |                |                |  |    |                |           |           |           |           |  |            |            |       |       |  |
|  |                 |                           |                 |                      |                 |   | 23    | Unión Española            | 3              | 1              | 4              |                |  |    |                      |                |                |                |                |  |    |                |           |           |           |           |  |            |            |       |       |  |
|  |                 |                           | 15              | O'Higgins            | 1               | 0 | 1     |                           |                |                |                |                |  |    |                      |                |                |                |                |  |    |                |           |           |           |           |  |            |            |       |       |  |
|  | 15              | O'Higgins                 | 15              | O'Higgins            | 1               | 0 | 1     | 0                         | 2              | 2              |                |                |  |    |                      |                |                |                |                |  |    |                |           |           |           |           |  |            |            |       |       |  |
|  | 15              | O'Higgins                 |                 |                      |                 |   |       |                           |                | 2              |                |                |  |    |                      |                |                |                |                |  |    |                |           |           |           |           |  |            |            |       |       |  |
|  | 7               | Fernández Vial            | 1               | 0                    | 1               |   |       |                           |                |                |                |                |  |    |                      |                |                |                |                |  |    |                |           |           |           |           |  |            |            |       |       |  |
|  | 7               | Fernández Vial            | 1               | 0                    | 1               |   |       |                           |                |                |                |                |  | 23 | Unión Española       | 2              | 4              | 6              |                |  |    |                |           |           |           |           |  |            |            |       |       |  |
|  |                 |                           |                 |                      |                 |   |       |                           |                |                |                |                |  | 23 | Unión Española       | 2              | 4              | 6              |                |  |    |                |           |           |           |           |  |            |            |       |       |  |
|  |                 |                           | 21              | Deportes Antofagasta | 1               | 1 | 2     |                           |                |                |                |                |  |    |                      |                |                |                |                |  |    |                |           |           |           |           |  |            |            |       |       |  |
|  | 21              | Deportes Antofagasta      | 21              | Deportes Antofagasta | 1               | 1 | 2     | 2                         | 2              | 4              |                |                |  |    |                      |                |                |                |                |  |    |                |           |           |           |           |  |            |            |       |       |  |
|  | 21              | Deportes Antofagasta      |                 |                      |                 |   |       |                           |                | 4              |                |                |  |    |                      |                |                |                |                |  |    |                |           |           |           |           |  |            |            |       |       |  |
|  | 13              | Deportes Limache          | 1               | 1                    | 2               |   |       |                           |                |                |                |                |  |    |                      |                |                |                |                |  |    |                |           |           |           |           |  |            |            |       |       |  |
|  | 13              | Deportes Limache          | 1               | 1                    | 2               |   | 21    | Deportes Antofagasta      | 4              | 1              | 5              |                |  |    |                      |                |                |                |                |  |    |                |           |           |           |           |  |            |            |       |       |  |
|  |                 |                           |                 |                      |                 |   | 21    | Deportes Antofagasta      | 4              | 1              | 5              |                |  |    |                      |                |                |                |                |  |    |                |           |           |           |           |  |            |            |       |       |  |
|  |                 |                           | 25              | Curicó Unido         | 2               | 2 | 4     |                           |                |                |                |                |  |    |                      |                |                |                |                |  |    |                |           |           |           |           |  |            |            |       |       |  |
|  | 25              | Curicó Unido (p.)         | 25              | Curicó Unido         | 2               | 2 | 4     | 1                         | 1              | 2 (2)          |                |                |  |    |                      |                |                |                |                |  |    |                |           |           |           |           |  |            |            |       |       |  |
|  | 25              | Curicó Unido (p.)         |                 |                      |                 |   |       |                           |                | 2 (2)          |                |                |  |    |                      |                |                |                |                |  |    |                |           |           |           |           |  |            |            |       |       |  |
|  | 26              | Santiago Wanderers        | 1               | 1                    | 2 (0)           |   |       |                           |                |                |                |                |  |    |                      |                |                |                |                |  |    |                |           |           |           |           |  |            |            |       |       |  |
|  | 26              | Santiago Wanderers        | 1               | 1                    | 2 (0)           |   |       |                           |                |                |                |                |  |    |                      |                |                |                |                |  | 23 | Unión Española | 0         | 1         | 1         |           |  |            |            |       |       |  |
|  |                 |                           |                 |                      |                 |   |       |                           |                |                |                |                |  |    |                      |                |                |                |                |  | 23 | Unión Española | 0         | 1         | 1         |           |  |            |            |       |       |  |
|  |                 |                           | 14              | Universidad de Chile | 0               | 0 | 0     |                           |                |                |                |                |  |    |                      |                |                |                |                |  |    |                |           |           |           |           |  |            |            |       |       |  |
|  | 10              | Audax Italiano            | 14              | Universidad de Chile | 0               | 0 | 0     | 1                         | 3              | 4              |                |                |  |    |                      |                |                |                |                |  |    |                |           |           |           |           |  |            |            |       |       |  |
|  | 10              | Audax Italiano            |                 |                      |                 |   |       |                           |                | 4              |                |                |  |    |                      |                |                |                |                |  |    |                |           |           |           |           |  |            |            |       |       |  |
|  | 29              | San Antonio Unido         | 2               | 1                    | 3               |   |       |                           |                |                |                |                |  |    |                      |                |                |                |                |  |    |                |           |           |           |           |  |            |            |       |       |  |
|  | 29              | San Antonio Unido         | 2               | 1                    | 3               |   | 10    | Audax Italiano            | 0              | 0              | 0              |                |  |    |                      |                |                |                |                |  |    |                |           |           |           |           |  |            |            |       |       |  |
|  |                 |                           |                 |                      |                 |   | 10    | Audax Italiano            | 0              | 0              | 0              |                |  |    |                      |                |                |                |                |  |    |                |           |           |           |           |  |            |            |       |       |  |
|  |                 |                           | 18              | Universidad Católica | 2               | 3 | 5     |                           |                |                |                |                |  |    |                      |                |                |                |                |  |    |                |           |           |           |           |  |            |            |       |       |  |
|  | 18              | Universidad Católica      | 18              | Universidad Católica | 2               | 3 | 5     | 3                         | 3              | 6              |                |                |  |    |                      |                |                |                |                |  |    |                |           |           |           |           |  |            |            |       |       |  |
|  | 18              | Universidad Católica      |                 |                      |                 |   |       |                           |                | 6              |                |                |  |    |                      |                |                |                |                |  |    |                |           |           |           |           |  |            |            |       |       |  |
|  | 16              | Unión San Felipe          | 1               | 0                    | 1               |   |       |                           |                |                |                |                |  |    |                      |                |                |                |                |  |    |                |           |           |           |           |  |            |            |       |       |  |
|  | 16              | Unión San Felipe          | 1               | 0                    | 1               |   |       |                           |                |                |                |                |  | 18 | Universidad Católica | 0              | 2              | 2              |                |  |    |                |           |           |           |           |  |            |            |       |       |  |
|  |                 |                           |                 |                      |                 |   |       |                           |                |                |                |                |  | 18 | Universidad Católica | 0              | 2              | 2              |                |  |    |                |           |           |           |           |  |            |            |       |       |  |
|  |                 |                           | 14              | Universidad de Chile | 1               | 2 | 3     |                           |                |                |                |                |  |    |                      |                |                |                |                |  |    |                |           |           |           |           |  |            |            |       |       |  |
|  | 11              | Cobresal                  | 14              | Universidad de Chile | 1               | 2 | 3     | 2                         | 1              | 3              |                |                |  |    |                      |                |                |                |                |  |    |                |           |           |           |           |  |            |            |       |       |  |
|  | 11              | Cobresal                  |                 |                      |                 |   |       |                           |                | 3              |                |                |  |    |                      |                |                |                |                |  |    |                |           |           |           |           |  |            |            |       |       |  |
|  | 24              | Barnechea                 | 1               | 1                    | 2               |   |       |                           |                |                |                |                |  |    |                      |                |                |                |                |  |    |                |           |           |           |           |  |            |            |       |       |  |
|  | 24              | Barnechea                 | 1               | 1                    | 2               |   | 11    | Cobresal                  | 1              | 0              | 1              |                |  |    |                      |                |                |                |                |  |    |                |           |           |           |           |  |            |            |       |       |  |
|  |                 |                           |                 |                      |                 |   | 11    | Cobresal                  | 1              | 0              | 1              |                |  |    |                      |                |                |                |                |  |    |                |           |           |           |           |  |            |            |       |       |  |
|  |                 |                           | 14              | Universidad de Chile | 1               | 1 | 2     |                           |                |                |                |                |  |    |                      |                |                |                |                |  |    |                |           |           |           |           |  |            |            |       |       |  |
|  | 2               | General Velásquez         | 14              | Universidad de Chile | 1               | 1 | 2     | 1                         | 2              | 3              |                |                |  |    |                      |                |                |                |                |  |    |                |           |           |           |           |  |            |            |       |       |  |
|  | 2               | General Velásquez         |                 |                      |                 |   |       |                           |                | 3              |                |                |  |    |                      |                |                |                |                |  |    |                |           |           |           |           |  |            |            |       |       |  |
|  | 14              | Universidad de Chile      | 2               | 2                    | 4               |   |       |                           |                |                |                |                |  |    |                      |                |                |                |                |  |    |                |           |           |           |           |  |            |            |       |       |  |
|  | 14              | Universidad de Chile      | 2               | 2                    | 4               |   |       |                           |                |                |                |                |  |    |                      |                |                |                |                |  |    |                |           |           |           |           |  |            |            |       |       |  |
|  |                 |                           |                 |                      |                 |   |       |                           |                |                |                |                |  |    |                      |                |                |                |                |  |    |                |           |           |           |           |  |            |            |       |       |  |

Nota: En las series a dos partidos, el equipo con el mayor número adquirido por sorteo, define como local.

## Campeón
| Copa Chile            |
|                       |
| Magallanes 1.º título |

## Estadísticas

### Goleadores
| Jugador           | Equipo                    | Goles | Part. | Prom. |
| ----------------- | ------------------------- | ----- | ----- | ----- |
| Fernando Zampedri | Universidad Católica      | 6     | 6     | 1     |
| Leandro Garate    | Unión Española            | 6     | 9     | 0.67  |
| Gustavo Guerreño  | Universidad de Concepción | 5     | 5     | 1     |
| David Salazar     | Magallanes                | 5     | 7     | 0.71  |
| Juan Lucero       | Colo-Colo                 | 4     | 4     | 1     |